# Первый информационный кавказский
«Пе́рвый Информационный Кавка́зский» (груз. პირველი საინფორმაციო კავკასიური) — грузинский русскоязычный телеканал, вещавший в 2010-2012 годах. 70 % канала составляли информационные программы: новости Грузии, России и мира.

## История
По мнению ряда экспертов, идея создания телеканала принадлежала президенту Грузии Михаилу Саакашвили.
С 15 января 2010 года канал вещал через спутники французского оператора Eutelsat. Спустя примерно две недели вещание прекратилось. По одним данным это было связано с истечением пробного срока вещания, по другим — результат технических неполадок.
Руководство канала, утверждая, что «Eutelsat» оказалась под давлением со стороны России, подало на эту компанию в суд во Франции, и проиграло дело против оператора ведущих европейских спутников в Парижском суде по коммерческим спорам. Директор центра «Georgian Security Analysis Center» и старший научный сотрудник института «Potomac Institute for Policy Studies» в Вашингтоне Дэвид Смит оценил конфликт с «Eutelsat» как результат давления России при «молчаливом содействии французского правительства». Михаил Саакашвили назвал отключение вещания «опасным прецедентом международной политической цензуры».
14 июля канал был передан в управление частной фирме «Key 1», сотрудниками которой являются британские журналисты. Из бюджета Грузии каналу выделено 7 млн лари, 4,7 млн из которых получила фирма «Key 1».
До 22 ноября был проведён ребрендинг и канал получил название «Первый Информационный Кавказский» (ПИК). 23 ноября в 20.00 состоялось первое тестовое вещание телеканала. С 1 января 2011 года возобновилось полноценное вещание на спутнике канала Hot Bird @ E13'
В конце июня 2011 года был осуществлен перевод веб-портала канала на английский язык в дополнение к русскому.
20 октября 2012 года, вскоре после победы оппозиции на парламентских выборах в Грузии, телеканал «ПИК» приостановил вещание в Грузии, поскольку «Общественный вещатель Грузии» разорвал с ним контракт. Как отметило агентство «Интерфакс», эксперты не исключают, что прекращение вещания «ПИКа» связано со сменой власти в Грузии, которая не заинтересована в антироссийской пропаганде.

## Спутниковое вещание
Спутниковое вещание канала производилось со спутника Hot Bird. Приём был возможен на территории:
- Южного и Северного Кавказа
- Украины
- Республики Беларусь
- Ближнего Востока
- Восточной Европы
- России
- Израиля
- Центральной Азии
- стран Балтии
- Турции
- Ирана

## Передачи
Тематические передачи:
- «Новости»
- «Итоги с Дианой Тосунян»
- «Non sTop с Виктором Топаллером»
- «Без срока давности»
- «Главная тема», ведущая — Ксения Собчак[20]
- «В гостях у Михалыча»
- «Грузия с Олегом Панфиловым», ведущий — Олег Панфилов
- «История в лицах»
- «Кавказский портрет», посвящённая культуре, ведущая — Алла Дудаева (вдова Джохара Дудаева)
- «Пресс-дайджест»
- «Сказки народов Кавказа»

Ежедневные передачи:
- 19:00 — Первые новости
- 20:00 — Заголовки дня
- 20:30 — Мир на пике
- 22:00 — Взгляд с Кавказа
- 22:30 — Заголовки дня
- 23:00 — Час Пик — Главные новости

Канал имел корреспондентскую сеть в Баку, Ереване, Москве, Киеве, Тель-Авиве, Махачкале, Анкаре, Брюсселе, Вашингтоне, Владикавказе и Тегеране.

## Оценки телеканала
Как передавала в июле 2010 года британская телекомпания BBC, «многие считают, что идея грузинского правительства запустить канал в пику России потерпела крах, а парижский вердикт лишь формально поставил точку на существовании канала». По мнению эксперта и члена Клуба независимых экспертов Гии Хухашвили, риторика Общественного вещателя Грузии в значительной мере предопределила его образ как рупора правительства Грузии, дискредитировав данный проект. Эксперт по вопросам Кавказа Мамука Арешидзе считает, что канал не отличается высоким качеством, имеет низкий художественный уровень и излишнюю политизированность.
Журналист «Первого кавказского» Олег Панфилов считает, что «если бы наше телевидение даже состояло только из разговоров с корреспондентами по Skype и, на экране бы было только изображение собеседника — люди бы всё равно смотрели нас», поскольку, по его мнению, существует дефицит достоверной и объективной информации.